# Luigi Taveri

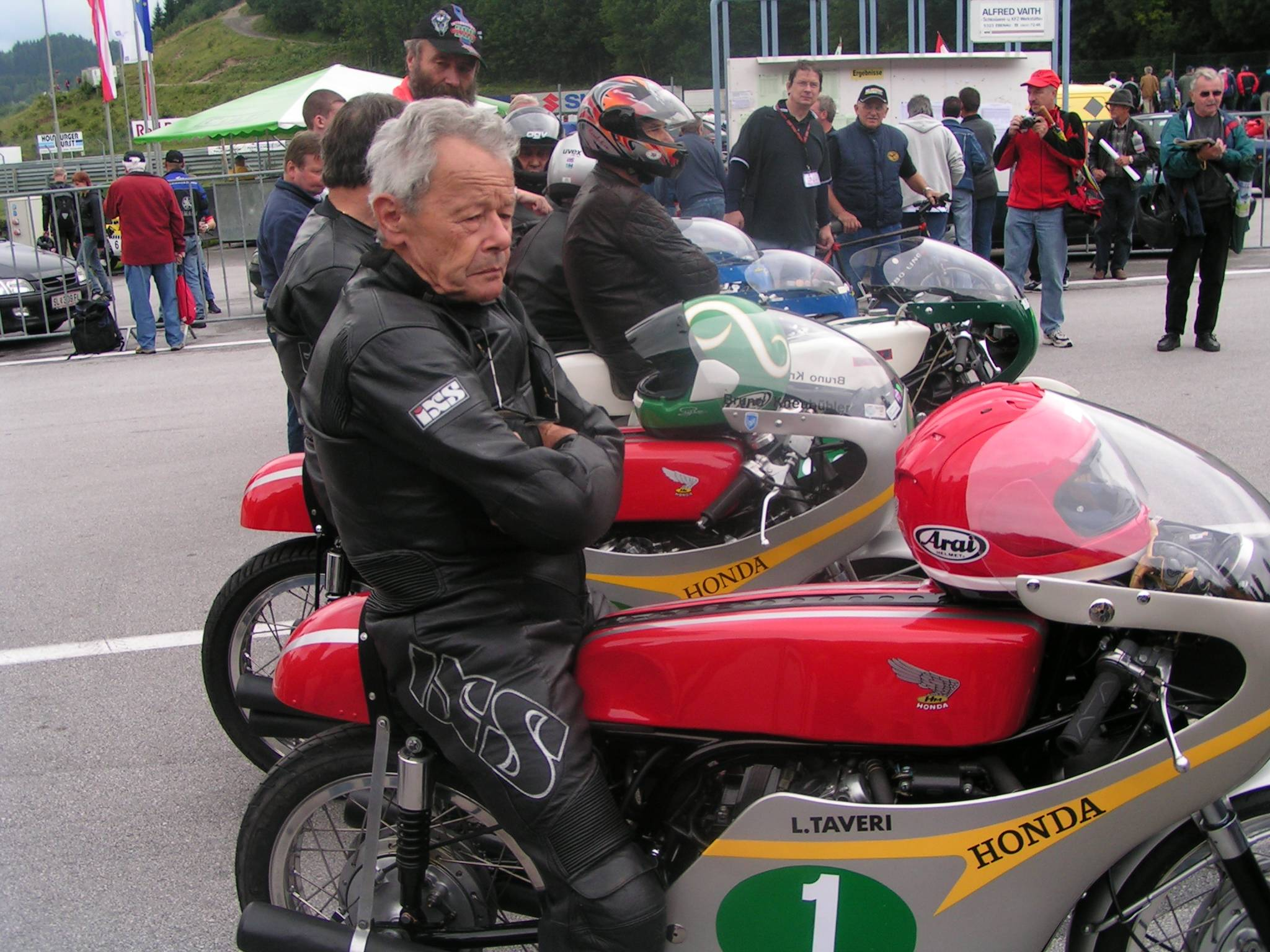
Luigi Taveri på gridden 2006.

Luigi Taveri, född 19 september 1929 i Horgen i kantonen Zürich, död 1 mars 2018, var en schweizisk roadracingförare som blev världsmästare i 125GP tre gånger (1962, 1964 och 1966). Han tävlade under karriären både för Schweiz och Italien.

## Segrar 250GP
| Nummer | Grand Prix | År   |
| ------ | ---------- | ---- |
| 1      | Nordirland | 1956 |

## Segrar 125GP
| Nummer | Grand Prix      | År   |
| ------ | --------------- | ---- |
| 1      | Spanien         | 1955 |
| 2      | Nordirland      | 1957 |
| 3      | Belgien         | 1961 |
| 4      | Sverige         | 1961 |
| 5      | Isle of Man     | 1962 |
| 6      | Holland         | 1962 |
| 7      | Belgien         | 1962 |
| 8      | Västtyskland    | 1962 |
| 9      | Nordirland      | 1962 |
| 10     | Östtyskland     | 1962 |
| 11     | Spanien         | 1963 |
| 12     | Italien         | 1963 |
| 13     | Spanien         | 1964 |
| 14     | Frankrike       | 1964 |
| 15     | Isle of Man     | 1964 |
| 16     | Finland         | 1964 |
| 17     | Italien         | 1964 |
| 18     | Västtyskland    | 1966 |
| 19     | Östtyskland     | 1966 |
| 20     | Tjeckoslovakien | 1966 |
| 21     | Nordirland      | 1966 |
| 22     | Italien         | 1966 |

## Segrar 50GP
| Nummer | Grand Prix  | År   |
| ------ | ----------- | ---- |
| 1      | Isle of Man | 1965 |
| 2      | Japan       | 1965 |
| 3      | Spanien     | 1966 |
| 4      | Holland     | 1966 |